# Nordhemsgatan
Nordhemsgatan är en  gata i stadsdelarna Olivedal och Masthugget i Göteborg. Den är cirka 950 meter lång och sträcker sig i nordsydlig riktning från Andréegatan till Nordenskiöldsgatan.
Gatan namngavs 1883 efter den numera försvunna egendomen Nordhem och hade först en preliminär beteckning som Andra Tvärgatan. Nordhemsskolan ligger på högsta punkten av gatan. På Nordhemsgatan ligger även Saluhallen Briggen.

## I kulturen
Nordhemsgatan är omsjungen av Håkan Hellström i låten Nordhemsgatan leder rakt in i himlen. 
Sitcom-serien Rena rama Rolf, som sändes på TV4 1994-1998 med Lasse Brandeby och Robert Gustafsson i huvudrollerna, utspelar sig huvudsakligen i en lägenhet på Nordhemsgatan.